# Akropola
 Ovo je glavno značenje pojma Akropola. Za druga značenja pogledajte Akropola (razdvojba).
Akropola, (grčki: ἀκρόπολις, od ἄκρα πόλις, akra polis, "gornji grad"), je utvrda smještena na najvišem dijelu grčkoga grada. Najčešće se tijekom vremena ovaj prvobitno obrambeni objekt razvio u mjesto s kulturnim značenjem, s najznačajnijim svetištima. Svaki starogrčki grad imao je akropolu, pa čak i kada zbog ravnog tla nije bilo uzvisine za gradnju utvrde koja bi opravdala taj naziv.
Zbog obrambenih potreba rani naseljenici nekog grada birali su uzvisinu ili brežuljak, po mogućnosti sa strmim obroncima. Takve rane naseobine na mnogim mjestima su se razvile u centre velikih gradova koji su se širili na doline uz akropole.
Pojam akropola ranije je bio ograničen samo na grčki kulturni krug. Danas se koristi i za građevine drugih antičkih kultura, kao što su Etruščani, Kelti ili Maye, ako su imale istu svrhu ili bili iste vrste. I rimski Kapitol bi se s razlogom mogao nazvati akropolom. Kada je riječ o srednjovjekovnim ili ranim novovjekim građevinama s istom svrhom, naziva ih se citadelama.
Najpoznatija akropola nalazi se u Ateni, akropola (Atena).

## Vanjske poveznice
|  | Zajednički poslužitelj ima stranicu o temi Akropola |

- Akropola antičkog Methanasa
- Akropola Oga
- Akropola Maghoula kod Galatasa